# Ba (rzeka)
Ba – rzeka na największej wyspie Fidżi – Viti Levu. Nad jej brzegiem leży miasto Ba. Cukrownia Rarawai Sugar Mill mieści się kilometr powyżej na brzegu tej rzeki i czerpie wodę z niej do swych kotłów parowych.
Rzeka Ba znana jest ze swych mięczaków, które są lokalną specjalnością.